# Marsz śmierci z Chełma do Hrubieszowa
Marsz śmierci z Chełma do Hrubieszowa – zbrodnia popełniona przez okupantów niemieckich 1 grudnia 1939 roku, w czasie II wojny światowej. Jej ofiarą padło kilkuset Żydów z Chełma.
30 listopada 1939 roku niemiecki komisarz miejski w Chełmie rozkazał miejscowemu Judenratowi zgromadzić żydowskich mężczyzn na placu dr. E. Łuczkowskiego. Następnego dnia na wezwanie stawiło się około 1–2 tys. Żydów. Pod eskortą żołnierzy 5. szwadronu 1. pułku kawalerii SS pognano ich w kierunku Hrubieszowa. Po drodze esesmani zabijali każdego, kto upadł lub nie nadążał za kolumną. W Hrubieszowie do ocalałych z „marszu śmierci” dołączono liczną grupę miejscowych Żydów, po czym wszystkich pognano w kierunku Bugu. Tam Niemcy usiłowali zmusić Żydów do przejścia wpław na terytorium znajdujące się pod okupacją ZSRR, co uniemożliwili jednak żołnierze Wojsk Granicznych NKWD.
Historycy szacują, że w czasie „marszu śmierci” zamordowano od 200 do 800 Żydów z Chełma.

## Preludium
W przededniu II wojny światowej w Chełmie zamieszkiwało około 15 tys. Żydów. Stanowili oni 44,6% populacji miasta.
25 września 1939 roku, w ostatnich dniach kampanii wrześniowej, do Chełma wkroczyła Armia Czerwona. Już 7 października – na mocy zapisów niemiecko-sowieckiego traktatu o granicach i przyjaźni – Sowieci wycofali się z miasta. Razem z nimi na wschód uciekło kilkuset miejscowych Żydów. Dwa dni później Chełm znalazł się pod niemiecką okupacją.
25 października 1939 roku stacjonujący w mieście esesmani wzięli jako zakładników dwudziestu zamożnych Żydów. Zwolniono ich po zapłaceniu okupu w wysokości 100 tys. złotych. Niedługo później, w listopadzie lub grudniu, na polecenie władz niemieckich powołano Judenrat. W jego osiemnastoosobowym składzie znaleźli się niemal wyłącznie wspomniani zakładnicy. Przewodniczącym Judenratu został Majer (Marek) Frenkiel. Utworzono ponadto 150-osobową Żydowską Służbę Porządkową.

## „Marsz śmierci”
30 listopada 1939 roku niemiecki komisarz miejski (Stadtkommissar) w Chełmie, Gerhard Hager, wydał polecenie Judenratowi, by następnego dnia na placu dr. E. Łuczkowskiego stawiła się znaczna liczba dorosłych Żydów płci męskiej. Miał to być jakoby element inspekcji, którą przeprowadzała wizytująca miasto delegacja na czele z generalnym gubernatorem Hansem Frankiem i SS-Obergruppenführerem Friedrichem Wilhelmem Krügerem.
1 grudnia w ślad za rozkazem okupanta żydowscy mężczyźni stawili się na placu. Według niemieckich raportów było ich 1018, podczas gdy relacje żydowskie szacowały ich liczbę na nawet na 2 tys. Tę ostatnią liczbę podaje także Daniel Blatman.
Plac otoczyli żołnierze 5. szwadronu 1. pułku kawalerii SS (1. SS-Totenkopf-Reiterstandarte). Żydów uformowano w kolumnę i jeszcze tego samego popołudnia brutalnie pognano w kierunku Hrubieszowa. Żony wysiedleńców usiłowały dołączyć do kolumny, zostały jednak odpędzone przez esesmanów. Marsz trwał przez cały dzień i noc. Do Hrubieszowa kolumna dotarła o poranku 2 grudnia. Po drodze esesmani zabijali każdego, kto upadł lub nie nadążał za kolumną. Mordów dokonywano w sposób jawny, nie podejmując prób utrzymania ich w tajemnicy. Według niektórych źródeł nawet połowa Żydów, których wyprowadzono z Chełma, mogła zginąć w trakcie marszu.
W Hrubieszowie do ocalałych z „marszu śmierci” dołączono ponad 1000 miejscowych Żydów. Następnie uformowano dwie kolumny. Jedną pognano w kierunku Sokala, drugą w kierunku Bełza. Marsz trwał dwa dni, w jego trakcie Niemcy nadal znęcali się nad Żydami. 4 grudnia obie kolumny stanęły nad brzegiem Bugu. Następnie Niemcy usiłowali zmusić Żydów do przejścia wpław na terytorium znajdujące się pod okupacją ZSRR. Uniemożliwili to jednak żołnierze Wojsk Granicznych NKWD ze strażnic w Poturzycy, Poturzyckiej Wólce, Waniowie i Prusinowie. Ostrzelali oni Żydów z przeciwległego brzegu rzeki. W ciągu następnych dziewięciu godzin wielu Żydów utonęło w lodowatych wodach Bugu lub zostało zastrzelonych. Autorzy Encyclopedia of Camps and Ghettos podają, że tylko niewielka grupa Żydów zdołała się przedostać na wschodni brzeg. Hubert Kuberski wskazuje natomiast, że do Sokala i Bełza dotarło odpowiednio 300 i 400 osób. Żydzi, którzy pozostali na zachodnim brzegu Bugu, powrócili Hrubieszowa. Około 400 Żydów z Chełma, którzy przeżyli „marsz śmierci”, powróciło następnie do rodzinnego miasta.
Według niemieckich raportów spośród 1018 Żydów, których wygnano z Chełma, 440 zostało zastrzelonych na drodze do Hrubieszowa „podczas próby ucieczki”. Daniel Blatman powołując się na relacje świadków, podaje, że na drodze z Chełma do Hrubieszowa zamordowano od 200 do 800 Żydów. Według Huberta Kuberskiego liczba ofiar wyniosła od 440 do 800. Portal Wirtualny Sztetl szacuje ją na około 300 osób. Z kolei według relacji żydowskich do Chełma powróciło około 400 Żydów, co oznaczałoby, że nawet do 1600 mężczyzn zostało zamordowanych w trakcie „marszu śmierci”.
Daniel Blatman uznaje „marsz śmierci” z Chełma do Hrubieszowa za jeden z najtragiczniejszych incydentów, które towarzyszyły masowym przesiedleniom polskich Żydów organizowanym przez niemieckich okupantów w latach 1939–1941. Fakt, iż ofiarą padli wyłącznie mężczyźni, wskazuje jego zdaniem, że celem Niemców było usunięcie ze strefy przygranicznej tych Żydów, których zgodnie ze stereotypem „żydokomuny” uznawano za „element niebezpieczny”. Dieter Pohl wskazuje z kolei, że był to jeden z pierwszych masowych mordów na Żydach, do których doszło w dystrykcie lubelskim Generalnego Gubernatorstwa.

## Epilog
Większość ofiar „marszu śmierci” spoczywa w masowym grobie w Mojsławicach.
„Marsz śmierci” nie był jedyną masową zbrodnią popełnioną przez Niemców zimą 1939/1940 w okolicach Chełma. 12 stycznia 1940 roku miała bowiem miejsce masakra 440 pacjentów szpitala psychiatrycznego w Chełmie. Następnego dnia do miasta dotarł transport z około 600 Żydami, których wysiedlono z Lublina. W trakcie podróży wśród wysiedleńców wybuchła epidemia dyzenterii, odnotowano przypadki śmiertelne. Pod pretekstem ochrony bezpieczeństwa sanitarnego dowódca 5. szwadronu kawalerii SS-Obersturmführer Wilhelm Reichenwallner rozkazał wymordować cały transport. 14 stycznia kawalerzyści SS rozstrzelali ponad 550 Żydów na obrzeżach Chełma. W masakrze uczestniczyli również funkcjonariusze miejscowej żandarmerii, których niemiecki starosta powiatu chełmskiego oddał do dyspozycji Reichenwallnera.

## Losy sprawców
Wilhelm Reichenwallner poległ na froncie wschodnim w 1943 roku.
Gerhard Hager zmarł w 1961 roku w Niemczech Zachodnich.